# Elizaveta Kuličkova
Elizaveta Dmitrievna Kuličkova (in russo Елизавета Дмитриевна Куличкова?; Novosibirsk, 12 aprile 1996) è una tennista russa.
Ha vinto 7 titoli in singolare nel circuito ITF. Il 22 febbraio 2016 ha raggiunto il suo best ranking di singolare come numero 87 del mondo. Il 18 aprile 2016 ha raggiunto il best ranking di doppio come 312 del mondo.

## Carriera

### Juniores
Nel corso della carriera da juniores ha raggiunto la terza posizione mondiale il 12 maggio 2012 e nel 2014 ha vinto il titolo di singolare e di doppio della categoria agli Australian Open.

### Professionista
La Kuličkova ha fatto il suo debutto in un torneo del circuito WTA entrando nel tabellone principale della Istanbul Cup 2014 come qualificata avendo battuto Nadežda Kičenok e Melinda Czink nei turni preliminari, ma ha perso successivamente contro Shahar Peer nel primo turno. Successivamente ha preso parte, uscendo al primo turno. all'Hong Kong Open e al Korea Open prima di qualificarsi per il Tianjin Open, dove ha battuto al primo turno Sílvia Soler Espinosa, prima di perdere contro Peng Shuai nel secondo.

## Statistiche ITF

### Singolare

#### Vittorie (7)
| Torneo $100.000 (0) |
| Torneo $80.000 (0)  |
| Torneo $75.000 (0)  |
| Torneo $60.000 (0)  |
| Torneo $50.000 (2)  |
| Torneo $25.000 (4)  |
| Torneo $15.000 (0)  |
| Torneo $10.000 (1)  |

| N. | Data            | Torneo                                       | Superficie  | Avversaria in finale   | Score         |
| 1. | 29 aprile 2012  | Tennis Organisation, Adalia                  | Cemento     | Dalila Jakupovič       | 7-5, 6-2      |
| 2. | 14 luglio 2013  | ITF Women's Circuit Istanbul, Istanbul       | Cemento     | Kateryna Kozlova       | 6-3, 4-6, 6-0 |
| 3. | 5 gennaio 2014  | Sunrise Aluminium Women's Circuit, Hong Kong | Cemento     | Zarina Dijas           | 6-2, 6-2      |
| 4. | 22 giugno 2014  | Lenzerheide Open, Lenzerheide                | Terra rossa | Louisa Chirico         | 7-5, 6-2      |
| 5. | 19 ottobre 2014 | Singha BEC TERO ITF Women Circuit, Bangkok   | Cemento     | Lesley Kerkhove        | 6-1, 6-0      |
| 6. | 29 marzo 2015   | Blossom Cup, Quanzhou                        | Cemento     | Jeļena Ostapenko       | 6-1, 5-7, 7-5 |
| 7. | 17 luglio 2016  | ITS Cup, Olomouc                             | Terra rossa | Ekaterina Aleksandrova | 4-6, 6-2, 6-1 |

#### Sconfitte (2)
| Torneo $100.000 (0) |
| Torneo $80.000 (0)  |
| Torneo $75.000 (0)  |
| Torneo $60.000 (0)  |
| Torneo $50.000 (2)  |
| Torneo $25.000 (0)  |
| Torneo $15.000 (0)  |
| Torneo $10.000 (0)  |

| N. | Data            | Torneo                       | Superficie | Avversaria in finale | Score         |
| 1. | 22 aprile 2013  | Lale Cup, Istanbul           | Cemento    | Donna Vekić          | 4–6, 6(4)-7   |
| 2. | 2 febbraio 2014 | Burnie International, Burnie | Cemento    | Misa Eguchi          | 6-4, 2-6, 3-6 |

### Doppio

#### Sconfitte (1)
| Torneo $100.000 (0) |
| Torneo $80.000 (0)  |
| Torneo $75.000 (0)  |
| Torneo $60.000 (0)  |
| Torneo $50.000 (0)  |
| Torneo $25.000 (1)  |
| Torneo $15.000 (0)  |
| Torneo $10.000 (0)  |

| N. | Data             | Torneo        | Superficie    | Compagna          | Avversarie in finale                | Punteggio   |
| 1. | 24 novembre 2013 | UTF Cup, Buča | Sintetico (i) | Anhelina Kalinina | Sofia Šapatava Anastasyja Vasyl'eva | 6(4)–7, 2–6 |

## Grand Slam Junior

### Singolare

#### Vittorie (1)
| Tornei del Grande Slam  |
| ----------------------- |
| Australian Open (1)     |
| Open di Francia (0)     |
| Torneo di Wimbledon (0) |
| US Open (0)             |

| N. | Data            | Torneo                     | Superficie | Avversario in finale | Punteggio |
| 1. | 25 gennaio 2014 | Australian Open, Melbourne | Cemento    | Jana Fett            | 6-2, 6-1  |

### Doppio

#### Vittorie (1)
| Tornei del Grande Slam  |
| ----------------------- |
| Australian Open (1)     |
| Open di Francia (0)     |
| Torneo di Wimbledon (0) |
| US Open (0)             |

| N. | Data            | Torneo                     | Superficie | Compagna          | Avversarie in finale        | Punteggio |
| 1. | 25 gennaio 2014 | Australian Open, Melbourne | Cemento    | Anhelina Kalinina | Katie Boulter Ivana Jorović | 6-4, 6-2  |

## Risultati in progressione
| Sigla | Risultato               |
| ----- | ----------------------- |
| V     | Vincitore               |
| F     | Finalista               |
| SF    | Semifinalista           |
| O     | Oro olimpico            |
| A     | Argento olimpico        |
| SF    | Bronzo olimpico         |
| QF    | Quarti di Finale        |
| 4T    | Quarto turno            |
| 3T    | Terzo turno             |
| 2T    | Secondo turno           |
| 1T    | Primo turno             |
| RR    | Round Robin             |
| LQ    | Turno di qualificazione |
| A     | Assente                 |
| ND    | Non disputato           |

| Legenda superfici    |
| -------------------- |
| Cemento              |
| Terra battuta        |
| Erba                 |
| Superficie variabile |

### Singolare nei tornei del Grande Slam
Nessuna partecipazione

### Doppio nei tornei del Grande Slam
Nessuna partecipazione

### Doppio misto nei tornei del Grande Slam
Nessuna partecipazione